# Field Point
Field Point è un sistema SADD modulare distribuito prodotto dalla National Instruments.

## Caratteristiche principali
L'elevata robustezza meccanica lo rende ideale per sistemi di acquisizione e condizionamento dati in ambienti industriali. I moduli vengono collegati al PC via Ethernet, RS-232, RS-485 o anche wireless. Esistono moduli a 2, 8 o 16 canali di I/O.

## Pregi e difetti
Il maggior pregio è costituito dalla modularità e dalla elevata robustezza meccanica, oltre che ad un costo relativamente contenuto. I limiti dipendono principalmente dal sistema di collegamento al PC, che limita la velocità delle possibili acquisizioni.